# Oxyacantha mollis
Oxyacantha mollis là loài thực vật có hoa trong họ Hoa hồng. Loài này được (Scheele) Lunell mô tả khoa học đầu tiên năm 1918.